# 東大沢
東大沢（ひがしおおさわ）は、埼玉県越谷市の町名。現行行政地名は東大沢一丁目から五丁目。郵便番号は343-0022。

## 地理
越谷市の中央部に位置し、東武伊勢崎線北越谷駅北東部の住宅地を形成する。全域が鷺高土地区画整理事業で整備されており、地区の中央部を逆川が貫いて流れる。北部は御料堀が流れる。

## 歴史
かつての大沢村東部に位置する（大沢も参照）。
- 1976年（昭和51年）11月 - 鷺高土地区画整理事業が認可され着手。当初5年で完成を目指したが、実際には20年の歳月がかかった[4]。
- 1996年（平成8年）9月21日 -大字大沢の一部（字槐戸、字鷺後、字新田、字内野の各全部と字鷲越、字飯御免、外河原の各一部）、大字増林字定使野の一部、大字弥十郎字圦前の一部から東大沢一丁目〜五丁目が成立。大字大吉の一部（字鷺代）から東大沢三丁目が成立（地番を引き継いだたため3桁の地番のまま）[5]。大字大沢の大部分から成立したため、現在大字大沢が3か所に分断して存在する。

## 世帯数と人口
2023年（令和5年）1月1日現在の世帯数と人口は以下の通りである。
| 町丁         | 世帯数    | 人口     |
| ------------ | --------- | -------- |
| 東大沢一丁目 | 1,196世帯 | 2,476人  |
| 東大沢二丁目 | 963世帯   | 2,120人  |
| 東大沢三丁目 | 1047世帯  | 2,458人  |
| 東大沢四丁目 | 925世帯   | 2,156人  |
| 東大沢五丁目 | 513世帯   | 1,026人  |
| 計           | 4,644世帯 | 10,236人 |

## 小・中学校の学区
市立小・中学校に通う場合、学区（校区）は以下の通りとなる。
| 丁目         | 番地                                                                                           | 小学校             | 中学校                                    |
| ------------ | ---------------------------------------------------------------------------------------------- | ------------------ | ----------------------------------------- |
| 東大沢一丁目 | 1〜32、39-6〜39-11、40、41-7〜41-11、41-15〜41-17、46-3〜46-9                                  | 越谷市立鷺後小学校 | 越谷市立栄進中学校                        |
| 東大沢一丁目 | 33〜38、39-1〜39-5、39-12〜39-14、41-1〜41-6、41-12〜41-14 、42〜45、46-1〜46-2 、46-10〜46-16 | 越谷市立大沢小学校 | 越谷市立栄進中学校                        |
| 東大沢二丁目 | 全域                                                                                           | 越谷市立鷺後小学校 | 越谷市立栄進中学校                        |
| 東大沢三丁目 | 1〜9                                                                                           | 越谷市立鷺後小学校 | 越谷市立栄進中学校                        |
| 東大沢三丁目 | 10〜41、233〜238-17、264〜269-5                                                                | 越谷市立鷺後小学校 | 越谷市立新栄中学校 （越谷市立栄進中学校） |
| 東大沢四丁目 | 全域                                                                                           | 越谷市立鷺後小学校 | 越谷市立栄進中学校                        |
| 東大沢五丁目 | 1〜6、7-1〜7-2、7-4、7-8、8-9〜8-11、16                                                        | 越谷市立大沢小学校 | 越谷市立栄進中学校                        |
| 東大沢五丁目 | 7-3、7-5〜7-7、8-1〜8-8、8-12〜8-13、9〜15                                                     | 越谷市立鷺後小学校 | 越谷市立栄進中学校                        |

## 交通

### 道路
- 埼玉県道・千葉県道19号越谷野田線
- 埼玉県道115号越谷八潮線（産業道路）
- 浦和野田線（都市計画道路）

## 施設
- 越谷市立鷺後小学校
- キャンベルタウン公園（鷺高第五公園） - キャンベルタウンと越谷市が姉妹都市になった記念に整備された。
- 定使野公園
- 鷺高第一公園
- 東大沢高畑自治会館